# Sargento Lores
Sargento Lores es un caserío peruano ubicado en el distrito de Yamango, perteneciente a la provincia de Morropón del departamento de Piura, al norte del Perú.

## Ubicación
Sargento Lores se ubica al noreste de la provincia de Morropón, en el distrito de Yamango, en el departamento de Piura. 

## Demografía
En 2017 Sargento Lores tenía una población de 156 habitantes.
| Gráfica de evolución demográfica de Sargento Lores entre 1993 y 2017 |
|                                                                      |
| Fuentes: Población 1993 y 2017                                       |